# Taenaris orientalis
Taenaris orientalis är en fjärilsart som beskrevs av Rothschild 1916. Taenaris orientalis ingår i släktet Taenaris och familjen praktfjärilar. Inga underarter finns listade i Catalogue of Life.